# ديكور (فلم)
هو فيلم مصري. أنتج في عام 2014، هو الإخراج السينمائي الرابع لـ أحمد عبد الله السيد، الذي عمل في حقل المونتاج السينمائي من قبل. الفيلم من إنتاج نيو سنتشري- للمنتجة زين الكردي.

## القصة
مها مهندسة ديكور تهوى الافلام القديمة.. وتدمن مشاهدة أفلام فاتن حمامة تحديدا الليلة الاخيرة ونهر الحب. تجد نفسها فجأة تائهة بين عالمين لا تستطيع الوثوق ايا منهما هو عالمها الحقيقي وأيهما مجرد وهم خلقه عقلها. أحد هذه العوالم هي زوجة لمصطفى - يؤديه ماجد الكدواني- ولديها منه طفلة وتعيش معه في الاسكندرية. والعالم الثاني عالم السينما الذي تعمل به كشريكة لزوجها شريف - يؤديه خالد أبو النجا - وتجد نفسها مع الوقت غير قادرة على ادراك أي عالم هو الحقيقي وأيهم هو المتخيل..

## التصوير
تم تصوير الفيم بالأبيض والاسود ولكنه يدور في العصر الحالي. وعمل المخرج مع مدير التصوير على خلق صورة ابيض واسود معاصرة للقاهرة والإسكندرية.

## الشخصيات
- خالد أبو النجا... شريف
- حورية فرغلي..... مها
- ماجد الكدواني.. مصطفى
- هاني عادل... مغني البار
- ابراهيم البطوط.... المخرج إبراهيم
- عاطف يوسف.. عاطف مدير التصوير
- يارا جبران... النجمة شهيرة

## فريق العمل
- إخراج: أحمد عبد الله السيد
- تأليف: محمد دياب
- مدير التصوير: طارق حفني
- مدير الإنتاج: أحمد فرغلي
- مونتاج: سارة عبد الله
- مهندس الديكور: عاصم علي ونهال فاروق
- مهندس صوت: أحمد صالح
- مساعد مخرج: عمر الزهيري
- مساعد مخرج ثان: جايلان عوف مريم البارجوري ريناد طارق

## حول التصوير
تم تصوير الفيلم بالكامل بشوارع الإسكندرية واحياء القاهرة مثل الدقي وجاردن سيتي والهرم، فضلا عن التصوير في ستوديو مصر بلاتوه 3 والذي تم بناء شقة مطابقة تماما لشقة حقيقية في جاردن سيتي لتكون بيت مصطفى وتم التصوير بين الشقة الحقيقية والديكور حسب سير الفيلم.

## المهرجانات الدولية
تم افتتاح فيلم ديكور في مهرجان لندن السينمائي الدولي، وتبعه عروض في عدد من المهرجانات الدولية الهامة. كما حصل على جائزة أحسن فيلم من المركز الكاثوليكي، وكذلك جائزة أحسن مونتاج لسارة عبد الله، أحسن ممثلة لحورية فرغلي وأحسن ممثل لماجد الكدواني من مهرجان المركز الكاثوليكي بالقاهرة عام 2015

## روابط خارجية
- مقالات تستعمل روابط فنية بلا صلة مع ويكي بيانات